# Předslav
Předslav (en allemand : Pschedslaw, précédemment : Predslaw) est une commune du district de Klatovy, dans la région de Plzeň, en République tchèque. Sa population s'élevait à 806 habitants en 2021.

## Géographie
Le village Předslav se trouve à 8 km au nord-est de Klatovy, à 33 km au sud de Plzeň et à 105 km au sud-ouest de Prague.
La commune est limitée par Měčín au nord, par Plánice à l'est, par Újezd u Plánice, Plánice et Bolešiny au sud, et par Ostřetice et Klatovy à l'ouest.

## Histoire
La première mention écrite de la localité date de 1352.

## Administration
La commune se compose de sept sections :
- Předslav
- Hůrka
- Makov
- Měcholupy
- Němčice
- Petrovičky
- Třebíšov

## Galerie

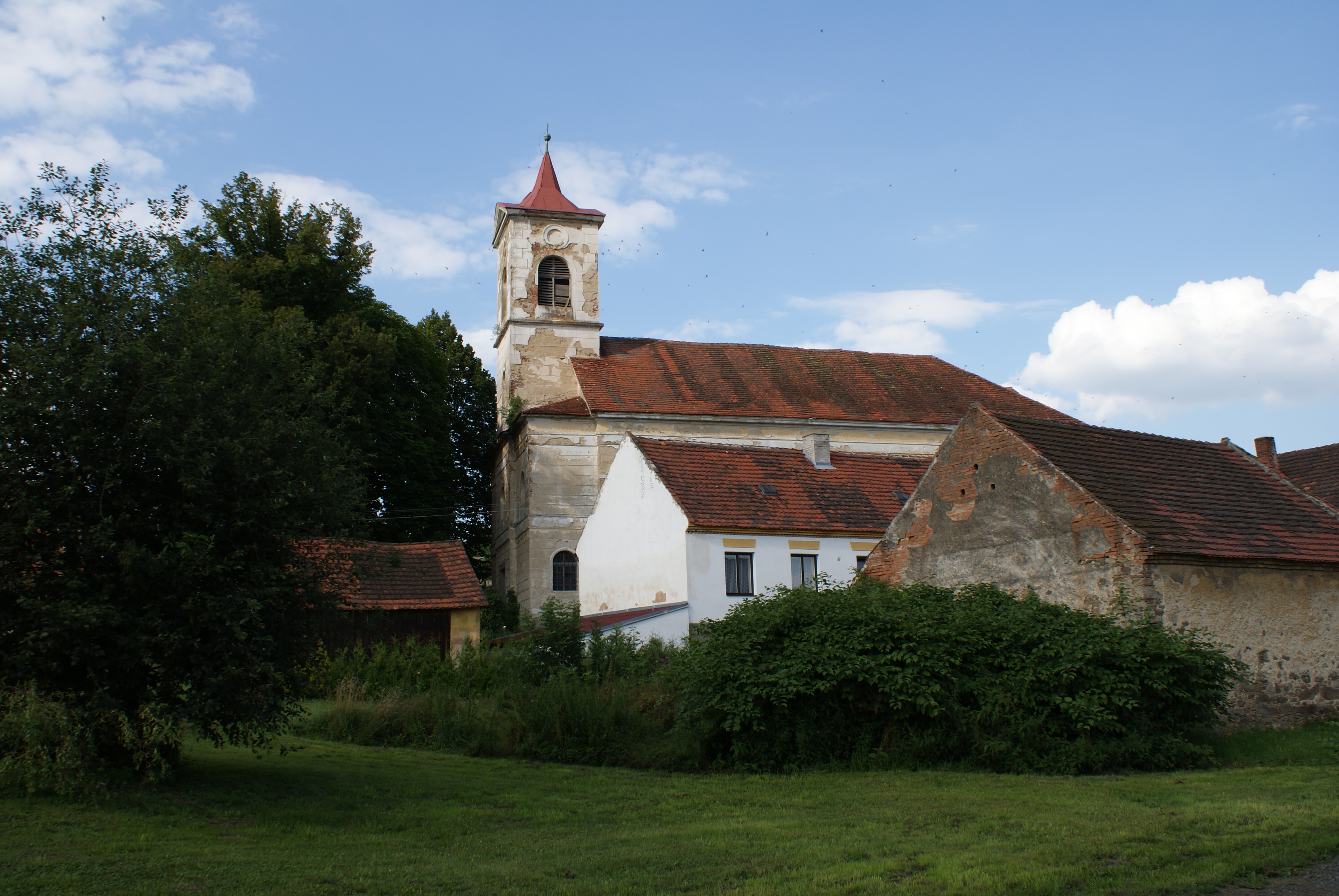
Němčice : église de l'Assomption.
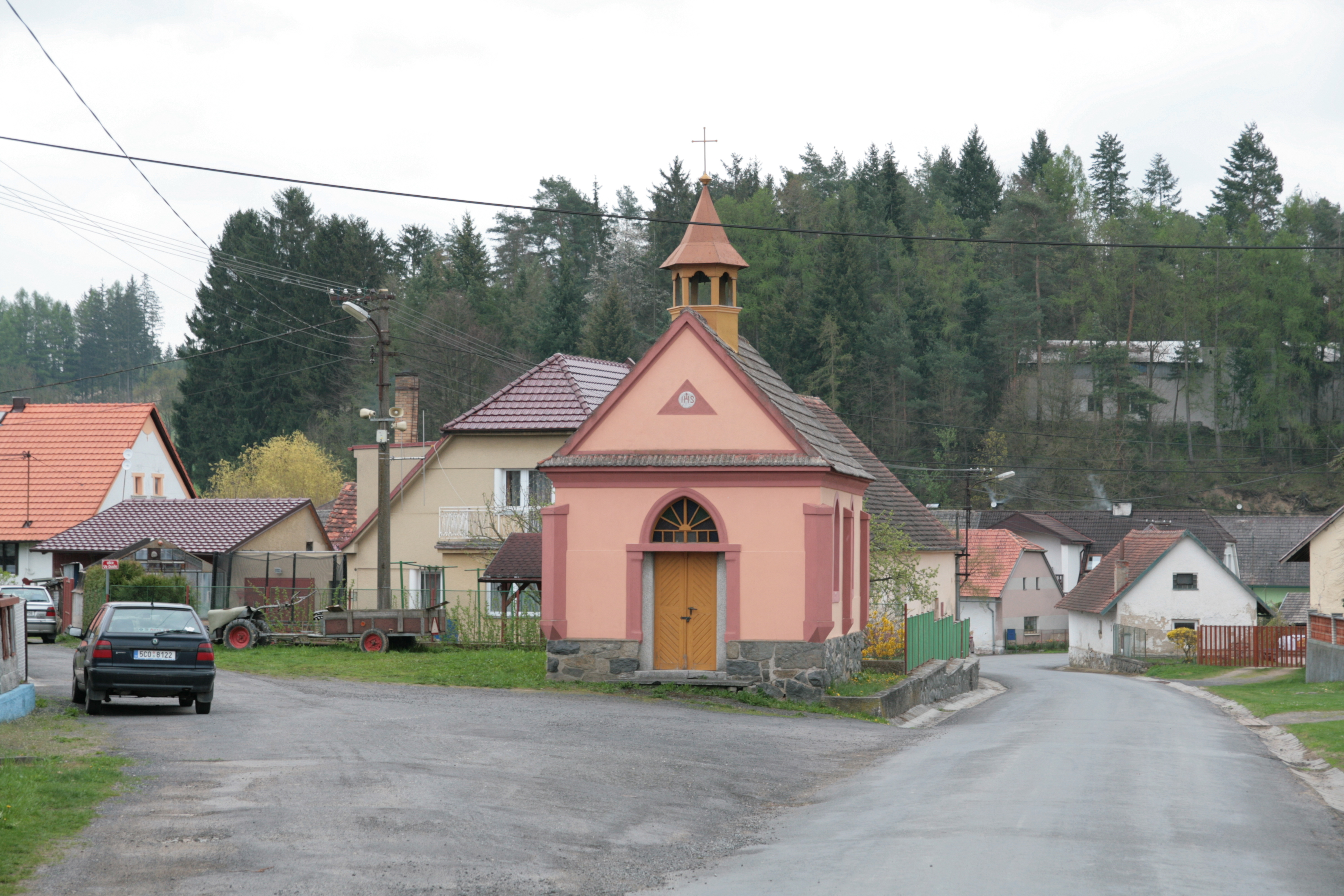
Chapelle à Makov.

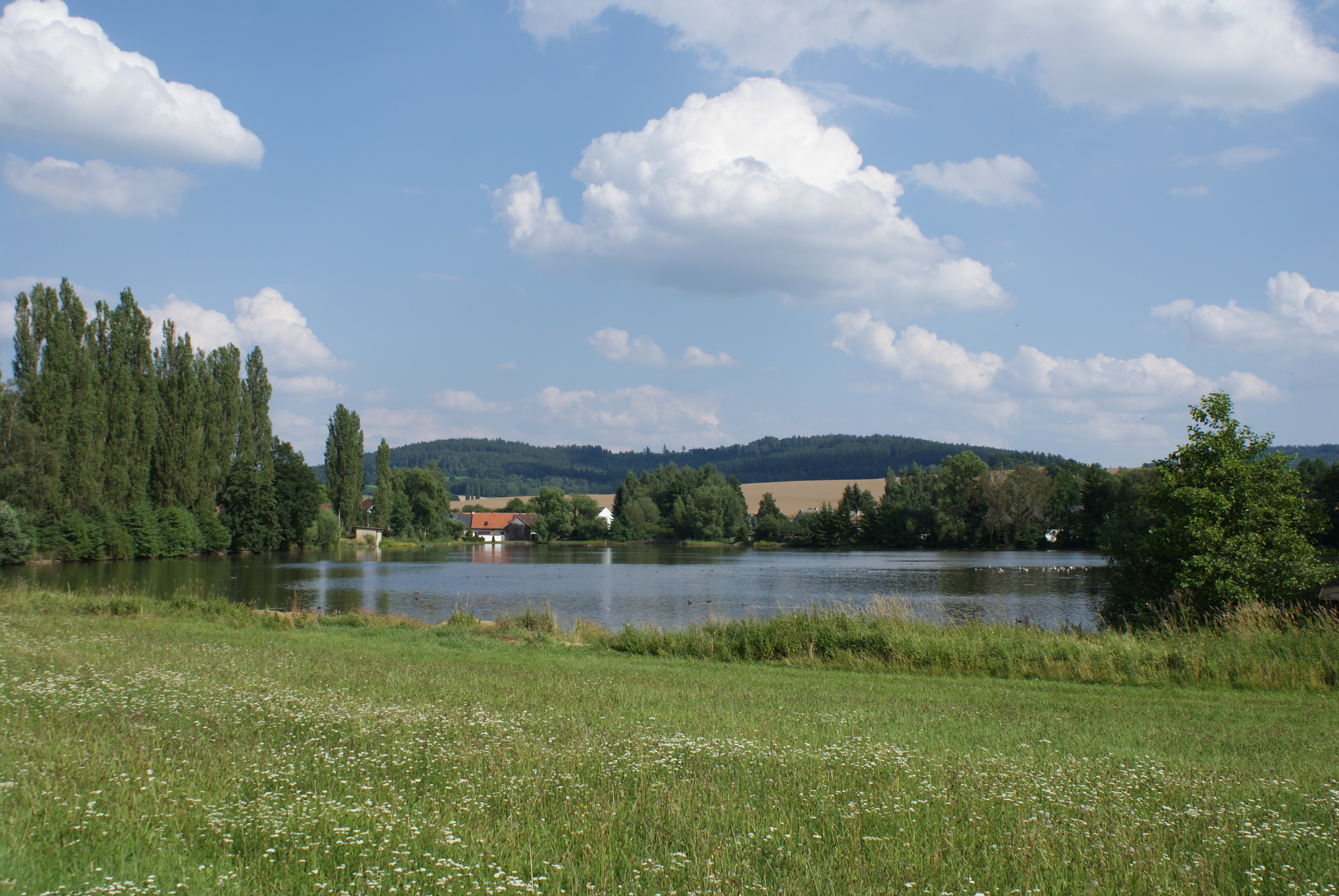
Étang à Petrovičky.
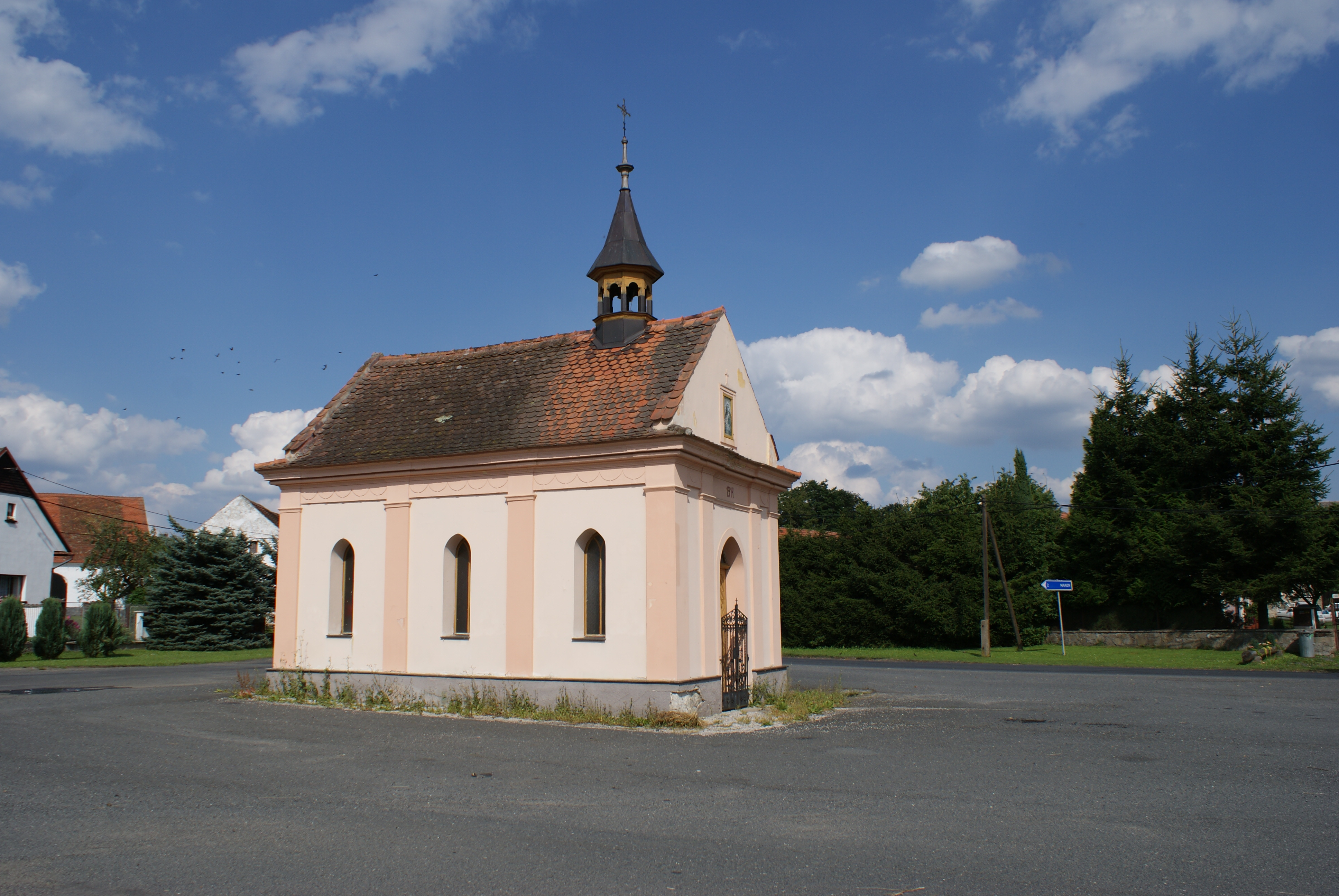
Chapelle à Petrovičky.

## Transports
Par la route, Prášily se trouve à 9 km de Klatovy, à 40 km de Plzeň et à 127 km de Prague.